# Ишкулка
Ишкулка — река в России, протекает по Тавдинскому району Свердловской области. Устье реки находится в 73 км по правому берегу реки Тегень. Длина реки составляет 12 км.
Система водного объекта: Тегень → Тура → Тобол → Иртыш → Обь → Карское море.

## Данные водного реестра
По данным государственного водного реестра России относится к Иртышскому бассейновому округу, водохозяйственный участок реки — Тура от впадения реки Тагил и до устья, без рек Тагил, Ница и Пышма, речной подбассейн реки — Тобол. Речной бассейн реки — Иртыш.
Код объекта в государственном водном реестре — 14010502312111200007470.